# AMC Networks International – Central and Northern Europe

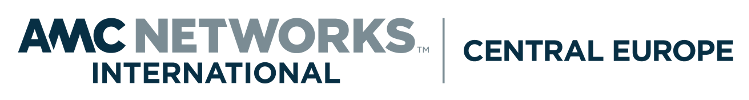
A vállalat logója AMC Networks International - Central Europe-ként

AMC logó, 2021

Az AMC Networks International – Central and Northern Europe (korábban: AMC Networks International – Central Europe, Chello Central Europe, Chello CE) kábeltelevíziós csatornákat üzemeltető és számukra műsorokat gyártó társaság, amely az AMC Networks International tulajdonában áll. Székhelye Budapesten, a Lomb utca 21–25. szám alatt található. Jelenleg 15 országban van jelen: Albániában, Bosznia és Hercegovinában, Horvátországban, Csehországban, Magyarországon, Montenegróban, Lengyelországban, Romániában, Szerbiában, Törökországban, Szlovákiában és Szlovéniában.

## Története
2013 októbere óta az AMC Networks lett az új a tulajdonosa UPC-t is bortokló Liberty Global nevű nemzetközi kábeltelevíziós médiaholding portfoliójába tartozó Chellomedia-nak.
2014. július 8-án az AMC Networks átnevezte Chello Central Europe-ot AMC Networks International – Central Europe névre.
2018-ban az AMC Networks átnevezte az AMC Networks International Central Europe-ot AMC Networks International – Central and Northern Europe-ra, miután az átvette a JimJam üzemeltetését az AMC Networks International - UK-től.

## Csatornák
| Csatornanév                     | Indulás | Joghatóság                                                              | Kategória  |
| ------------------------------- | --- | ----------------------------------------------------------------------- | ---------- |
| AMC                             | 2006. október 26. (MGM néven) 2014. november 5. | Cseh joghatóság (RRTV)                                                  | Film       |
| CBS Drama                       | 2009. november 16. (az Egyesült Királyságban) 2012. december 3. (a külföldi Zone Romantica helyén)                                                                  | Brit joghatóság (OFCOM)                                                 | Drámák     |
| CBS Europa                      | 1999. március 15. (Wizja Le Cinema néven) 2004 (Magyarországon, Europa Europa néven) 2006. június 26. (Zone Europa néven) 2012. december 3. (csak Lengyelországban) | Cseh joghatóság (RRTV)                                                  | Film       |
| CBS Justice                     | 2006. július 5. (Zone Thriller néven) 2009. november 16. (CBS Action néven) 2018. december 5.                                                                       | Brit joghatóság (OFCOM)                                                 | Akciófilm  |
| Film Café                       | 1998. október 9. (Romantica néven) 2006. június 26. (Zone Romantica néven) 2012. július 2.                                                                          | Cseh joghatóság (RRTV)                                                  | Film       |
| Film Mánia                      | 2000. november 28. (Filmmúzeum néven) 2012. július 2. | Cseh joghatóság (RRTV)                                                  | Film       |
| Film+ Czech Republic & Slovakia | 2005. | Cseh joghatóság (RRTV)                                                  | Film       |
| JimJam                          | 2006. október 1. | Spanyol joghatóság (LGCA)                                               | Rajzfilm   |
| Kinowelt Television             | 2004. május 12. | Hessen Állami Magánműsorszolgáltatási és Új Médiaügynökség (LPR Hessen) | Film       |
| Minimax                         | 1999. december 6. | Cseh joghatóság (RRTV)                                                  | Rajzfilm   |
| Sport 1                         | 2000. október 2. | Cseh joghatóság (RRTV)                                                  | Sport      |
| Sport 2                         | 2004. szeptember 12. | Cseh joghatóság (RRTV)                                                  | Sport      |
| Spektrum                        | 1995. február 1. | Cseh joghatóság (RRTV)                                                  | Általános  |
| Spektrum Home                   | 2005. december 1. (TV Deko néven) 2008. szeptember 26. (Deko néven) 2011. április 15.                                                                               | Cseh joghatóság (RRTV)                                                  | Dokumentum |
| TV Paprika                      | 2004. november 5. | Cseh joghatóság (RRTV)                                                  | Főzés      |

## Megszűnt vagy átnevezett csatornák
| Csatornanév    | Megszűnés/átnevezési dátum                                              |
| -------------- | ----------------------------------------------------------------------- |
| CBS Reality    | 2023. december 31.                                                      |
| Club TV        | 2012. december 3. (Lengyelországban)                                    |
| Deko           | 2011. április 15.                                                       |
| Filmmúzeum     | 2012. július 2.                                                         |
| FilmNet        | 1997. március 30.                                                       |
| Zone Club      | 2012. február 1.                                                        |
| Zone Europa    | 2009. április 30. (Magyarországon) 2012. december 3. (Lengyelországban) |
| Zone Reality   | 2012. december 3.                                                       |
| C8             | 2018. január 1.                                                         |
| Zone Romantica | 2012. július 2. (Magyarországon) 2012. december 3. (külföldön)          |
| MGM            | 2014. november 5.                                                       |
| Sport M        | 2018. január 8.                                                         |
| Megamax        | 2020. január 1.                                                         |
| Reality TV     | 2006. június 26.                                                        |
| Club           | 2006. június 26.                                                        |
| Romantica      | 2006. június 26.                                                        |
| Europa Europa  | 2006. június 26.                                                        |

## Fordítás
- Ez a szócikk részben vagy egészben  az   AMC Networks International Central and Northern Europe című angol Wikipédia-szócikk fordításán alapul.  Az eredeti cikk szerkesztőit annak laptörténete sorolja fel. Ez a jelzés csupán a megfogalmazás eredetét és a szerzői jogokat jelzi, nem szolgál a cikkben szereplő információk forrásmegjelöléseként.